# Henri Junghänel
Henri Junghänel (ur. 5 lutego 1988 r.) – niemiecki strzelec sportowy, złoty medalista olimpijski z Rio de Janeiro.
Specjalizuje się w strzelaniu z karabinku małokalibrowego. Zawody w 2016 roku były jego pierwszymi igrzyskami olimpijskimi. W Rio de Janeiro zwyciężył w konkurencji karabinu małokalibrowego leżąc na dystansie 50 metrów. W tej konkurencji ma w dorobku złoto igrzysk europejskich w 2015 roku, miejsca na podium zawodów pucharu świata oraz srebrny medal mistrzostw Europy w 2013 r.

## Igrzyska olimpijskie
| Igrzyska | Miejscowość    | Konkurencja                                 | Kwalifikacje | Kwalifikacje | Finał | Finał   |
| Igrzyska | Miejscowość    | Konkurencja                                 | Wynik        | Pozycja      | Wynik | Pozycja |
| -------- | -------------- | ------------------------------------------- | ------------ | ------------ | ----- | ------- |
| IO 2016  | Rio de Janeiro | Karabin małokalibrowy, pozycja leżąca, 50 m | 624,8        | 8. Q         | 209,5 | złoto   |